# 幕屋
幕屋（まくや）とは、いくつかの意味がある。
- 幕を張って、部屋や小屋のようにした所の一般名称。
- 能楽を演じる際に使用される楽屋。
- 聖書に登場する移動式の神殿。以下で説明する。

## 聖書における幕屋

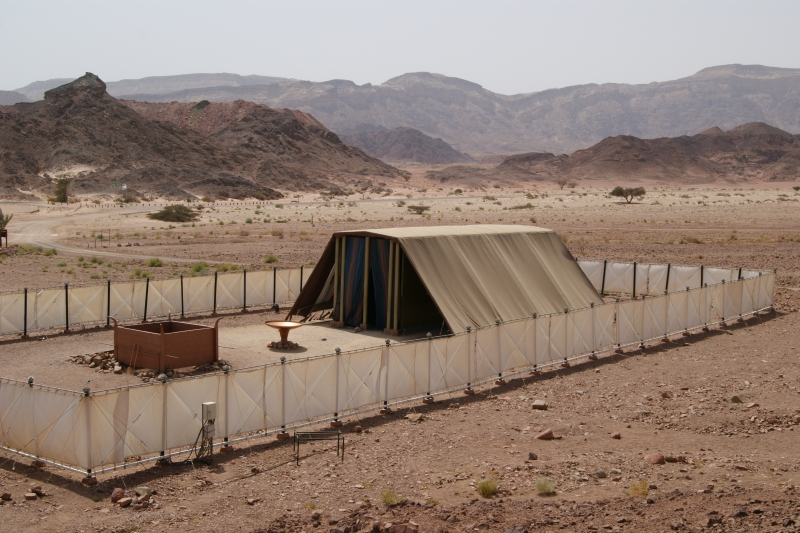
イスラエル・ティムナ渓谷公園に復元された移動式神殿。2011年撮影。

幕屋（英語: Tabernacle、ヘブライ語: מִשְׁכַּן、mishkan）は聖書に登場する移動式の神殿。会見の天幕（かいけんのてんまく）とも呼ばれる。ただし、過去の聖書翻訳において、幕屋（ミシュカーン）と天幕（オーヘル）とを明確に区別しているものはあまりなく、それぞれの翻訳間に表記のばらつきが存在する。以下は、出エジプト記に見られる「会見の天幕」についての説明である。
幕屋は、モーセによる以下の指示に従い、ベツァレルが作成した。
幕屋の作成に関連した指示は次のとおり（「出エジプト記」25-30章）。
- 契約の箱、および幕屋内で使用する備品（25章）
- 幕屋、聖所と至聖所とを区切る垂幕（26章）
- 犠牲を捧げる祭壇、中庭（27章）
- 祭司の職服（28章）
- 香を焚く祭壇（30章）

移動の際にはアロンの家系の祭司たちが解体し、レビ族が運搬の任に当たったと伝えられる（民数記 4章）。ヘブライ語のミシュカーンは「住居」という意味であり、神の住まう所であるとされ、後に、ソロモン王が神殿を建設するまでの間、その役割を果たした。